# Епархия Брума
 Епархия Брума  (лат. Dioecesis Broomensis) — епархия Римско-Католической церкви с центром в городе Брум, Австралия. Епархия Брума входит в митрополию Перта. Кафедральным собором епархии Брума является собор Пресвятой Девы Марии.

## История
10 мая 1887 года Святой Престол учредил апостольский викариат Кимберли в Восточной Австралии, выделив его из епархии Перта.
4 мая 1910 года апостольский викариат Кимберли в Восточной Австралии передал часть своей территории миссии Sui iuris Драйсдел-Ривера, которая с 1971 года стала называться как миссия Sui iuris Калумбуру.
13 ноября 1959 года апостольский викариат Кимберли в Восточной Австралии был переименован в апостольский викариат Кимберли.
7 июня 1966 года апостольский викариат Кимберли был преобразован в епархию Брума.
В 1980 году территория епархии Брума была расширена за счёт территории упразднённой миссии Sui iuris Калумбуру.

## Ординарии епархии
- епископ William Bernard Kelly (1894 — 1909);
- епископ Fulgencio Torres (5.05.1910 — 6.10.1914);
- епископ John Creagh (1914 — 1922);
- епископ Ernesto Coppo (1.12.1922 — 1928);
- епископ Ottone Raible (1929 — 1958)
- епископ John Jobst (13.01.1959 — 3.11.1995);
- епископ Christopher Alan Saunders (3.11.1995 — по настоящее время).

## Источник
- Annuario Pontificio, Libreria Editrice Vaticana, Città del Vaticano, 2003, ISBN 88-209-7422-3